# Manuel Marinel·lo
Manuel Marinello Samuntá (1870-1940) fue un periodista, escritor y profesor español.

## Biografía
Nació en 1870 en Barcelona. Entre sus publicaciones se encontraron títulos como Nit de dol (1895), La verdad del catalanismo (1901), El mundo exterior (1914) y Llunyanies (1936). Falleció el 2 de agosto de 1940. Usó seudónimos como el de «A. Llimoner».